# Поперси

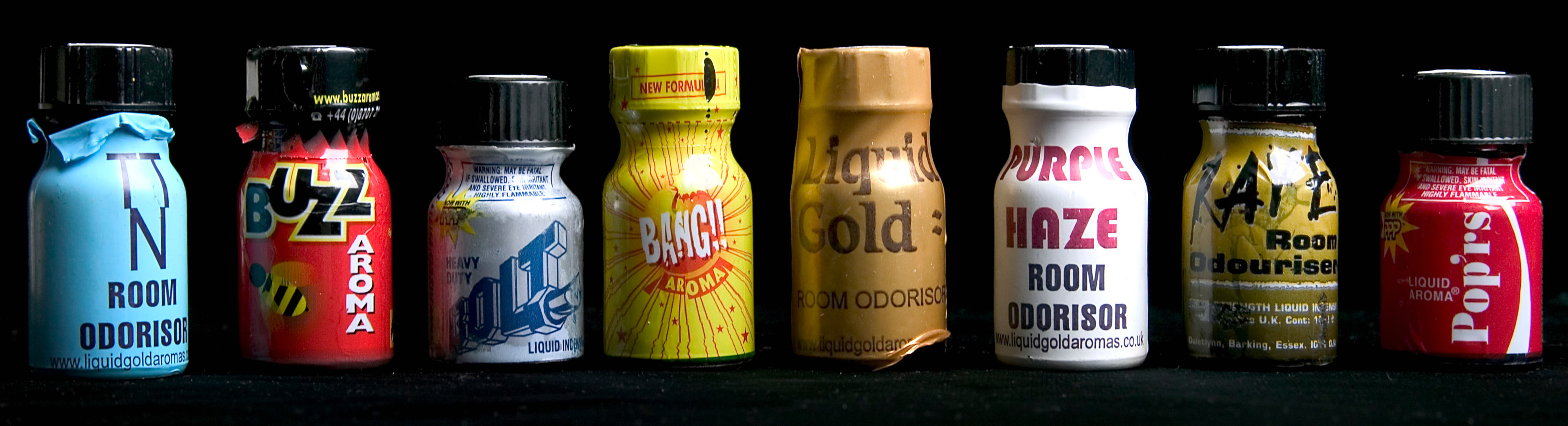
Етикетки на поперсах

Поперси — сленгова назва групи хімічних речовин, алкілнітритів, які використовують для вдихання тобто інгаляційним шляхом.. Зазвичай для цього використовують: амілнітрит, бутилнітрит, ізобутилнітрит. Амілнітрит має довгу історію безпечного застосування в медичній практиці для лікування стенокардії, а також використовувався як протиотрута при отруєнні ціанідом.
В наш час поперси найчастіше використовують для підсилення сексуального задоволення.

## Історія
Сер Томас Лодер Брунтон (14 березня 1844 — 16 вересня 1916), шотландський лікар, використовував амілнітрит для лікування стенокардії. Натхненний роботами попередників Артура Гемгі та Бенджаміна Вард Ричардсона, Томас Брунтон в своїй клініці почав застосовувати амілнітрит для лікування стенокардії. Він припускав, що амілнітрит здатен зменшити больові відчуття та дискомфорт від них, через вплив на коронарні артерії пацієнтів.
Безпосереднє вдихування концентрованого амілнітриту та інших алкілнітритів сприяє розслабленню гладкої мускулатури навколо кровоносних судин тіла. Як результат, знижується тиск, а до судин надходить більша кількість крові, що зумовлює пришвидшену роботу серця.
Окрім того, легкі алкілнітрити сприяють формуванню метгемоглобіну, який поєднуючись з ціанідом формує нетоксичний ціанідметгемоглобін. До сьогодні існують комплекти протиотрути від ціаніду з використанням амілнітриту. Серед них такий популярний, як «Комплект Протиотрути Ціаніду Тейлора Фармакеутикела».
З 1937 року до 1960 амілнітрит був рецептурним лікарським засобом. Але в 1960 році Управління контролю за якістю продуктів та ліків скасувало цю вимогу, через безпечність препарату. Однак, в 1969 році було поновлено відпуск амілнітриту в аптеках за рецептом. Причина — часте використання препарату не за призначенням.. Інші алкілнітрити були заборонені в США у 1988 році. Закон містить виняток для комерційного використання алкілнітритів. Мається на увазі виробництво з будь-якою комерційною метою, крім виробництва споживчих товарів, що містять змінені алкілнітрити і які призначені для вдиху або іншого способу потрапляння в людський організм для ейфорійних або фізичних ефектів.. Деякі виробники з того часу змінили формули свого продукту для дотримання вимог цього закону. Головною складовою змінених формул препаратів є незаборонений циклогексилнітрит. Виробники продають їх як очисники для відеоголовок або кімнатні ароматизатори.
Поперси випускалися виключно в невеликих флакончиках і мали тільки рідку консистенцію. При випаровуванні ароматичні афродизіаки наповнювали приміщення дуже приємним запахом, що викликає характерні психофізіологічні реакції. Зараз же все більш актуальними стають альтернативні рішення, а саме — тверді поперси.
Назва Poppers проходить від амілнітриту, який виробляли на початку XX століття у США в маленьких скляних ампулах. Під час відкривання ампули було чути специфічний звук «поп».. Сьогодні в секс-шопах та через Інтернет-магазини під загальною назвою «поперс» продають безліч препаратів. І кожен з них має свою власну назву — RUSH, Locker Room, Liquid Gold, «Booster», «BOOT CAMP AROMA» тощо. Існує величезна кількість назв. Однак, як правило, продавець не несе відповідальність за їхню якість та можливі побічні ефекти при використанні.

## Ефекти

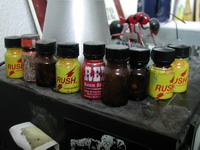
Пляшечки з поперсом

Вдих нітритів розслабляє гладенькі м'язи по всьому тілу, враховуючи внутрішній сфінктер заднього проходу та м'язи вагіни. Як результат, відбувається зниження тиску, судини наповнюються більшою кількістю крові, зумовлюючи легшу та швидшу роботу серця. Як наслідок миттєвого пришвидшення кровотоку (у здорової людини) — посилюються тактильні відчуття, легке запаморочення, відчуття задоволення і блаженства та деякі інші відчуття. Це триває зазвичай 3—10 хвилин.
Алкілнітрити часто використовують як клубний наркотик або під час сексу для збільшення насолоди. Запаморочення, ейфорія та інші загострені відчуття внаслідок пришвидшеного сердцебиття, зазвичай сприймають як посилення сексуального потягу і бажання. Водночас, розслаблення сфінктера заднього проходу та вагіни сприяє безболісному проникненню. Досить часто фіксувалися повідомлення, що поперси посилюють і продовжують оргазм.

## Використання
- З 1970-х років і понині поперси є частиною субкультури клубів та дискотек. Їх використовують як клубні наркотики. Це пов'язано зі збільшенням сексуального задоволення після вдихання[11][15].
- Поперси часто використовуються особами, які вживають кокаїн і екстазі, для продовження ейфорії та зменшення депресії під час абстинентного стану[16].

## Вплив на організм та побічна дія
В даний час є дані, що поперси можуть бути шкідливими для здоров'я.

### При нерегулярному використанні
- Дослідження показують, що поєднання поперсів з віагрою може викликати значне зниження артеріального тиску та напади стенокардії під час статевого акту, які можуть спричинити гострий інфаркт міокарда та навіть смерть[19][20].
- Поперси у чоловіків зі слабкою ерекцією можуть викликати тимчасові порушення, що унеможливлює здійснення статевого акту[2][21].
- Поперси можуть значно збільшити очний тиск та викликати гострий напад глаукоми[22][23].
- Поперси можуть стати причиною отруєння нітратами, якщо випити рідину і викликати метгемаглобінемію, яка проявляється головним болем, ціанозом, задишкою, відчуттям втоми, а також порушенням свідомості (комою), що може стати причиною смерті[4][22][24].
- При попаданні на шкіру поперси можуть спричинити хімічні опіки та контактний дерматит навколо рота і носа[2][25].
- Широкомасштабними епідеміологічними дослідженнями було доведено, що використання поперсів збільшує практику небезпечних і травматичних видів сексуальної активності (анальний секс, риммінг, фістинг тощо) і підвищує ризик інфікування ВІЛ та іншими інфекційними хворобами через зниження пильності та обережності[26][27][28][29][30].

### При довготривалому використанні
Поперси можуть викликати:
- напади бронхіальної астми, обструктивного бронхіту, які можуть привести до дихальної недостатності і смерті;
- виразку і перфорацію носової перетинки, хронічний риніт;
- хронічний дерматит шкіри обличчя (носа, рота);
- гемолітичну анемію;
- порушення структури ендотелію та порушення судинної стінки, що може привести до тромбозу, кровотечі, васкуліту, атеросклерозу.

#### Залежність від поперсів
- Фізична залежність від поперсів — не виявлена.
- Психологічна залежність від поперсів полягає в бажанні повторно використати в сексуальній практиці.

## Легальність
Деякі держави заборонили продаж, імпорт та використання поперсів. У Франції продаж поперсів, що містять бутилнітрит, пентилнітрити, або їхні ізомери, заборонений з 1990 року на підставі небезпеки для споживачів. В 2007 році уряд поширив заборону на всі алкілнітрити, які не належали до наркотиків. Однак, після судових позовів від власників секс-шопів це рішення скасували, оскільки уряд не зумів довести доцільність загальної заборони. По суті, процитовані ризики, відносно рідких нещасних випадків, часто через неправильне використання, швидше виправдовують обов'язкові попередження на упаковці.